# Heather Humphreys
Heather Humphreys (irl. Heather Nic Unfraidh; ur. 14 maja 1963 w Drum w hrabstwie Monaghan) – irlandzka polityk, deputowana, minister w rządach Endy Kenny’ego, Leo Varadkara, Micheála Martina i Simona Harrisa.

## Życiorys
Kształciła się w St Aidan’s Comprehensive School w Cootehill. Pracowała w banku Ulster Bank, następnie jako menedżer spółdzielczej kasy kredytowej.
Zaangażowała się w działalność polityczną w ramach Fine Gael. W 2003 zasiadła w radzie hrabstwa Monaghan. W latach 2009–2010 pełniła funkcję burmistrza. W 2011, 2016 i 2020 uzyskiwała mandat deputowanej do Dáil Éireann 31., 32. i 33. kadencji.
W lipcu 2014 została ministrem sztuki, dziedzictwa narodowego oraz spraw Gaeltachtu w pierwszym rządzie Endy Kenny’ego. Pozostała na tym stanowisku również w powołanym w maju 2016 drugim gabinecie tego premiera, zaś w czerwcu 2017 w nowo utworzonym rządzie Leo Varadkara została ministrem sztuki i kultury. W listopadzie tegoż roku przeszła na stanowisko ministra ds. przedsiębiorczości i innowacji.
W czerwcu 2020 została natomiast ministrem ochrony socjalnej, rozwoju obszarów wiejskich i wysp w gabinecie Micheála Martina. W kwietniu 2021 dodatkowo objęła czasowo stanowisko ministra sprawiedliwości w związku z urlopem macierzyńskim minister Helen McEntee (zajmowała je do listopada tegoż roku). W listopadzie 2022 po raz kolejny dodatkowo została czasowo ministrem sprawiedliwości z uwagi na następny urlop macierzyński Helen McEntee.
Stanowisko ministra ochrony socjalnej, rozwoju obszarów wiejskich i wysp utrzymała w grudniu 2022, gdy na czele nowego rządu zgodnie z porozumieniem koalicyjnym stanął Leo Varadkar. W kwietniu 2024 została zastępczynią nowego lidera FG Simona Harrisa. W tym samym miesiącu pozostała na dotychczasowym stanowisku w jego nowym gabinecie. W październiku 2024 ogłosiła rezygnację z ubiegana się o poselską reelekcję, ustąpiła także z funkcji partyjnej. W styczniu 2025 zakończyła urzędowanie na stanowisku ministra.